# Andrzej Prus-Bogusławski
Andrzej Bolesław Prus-Bogusławski (ur. 6 listopada 1919 w Lublinie, zm. 24 października 2006 w Lailly-en-Val, Francja) – polski oficer, cichociemny (pseud. „Pancerz”, „Byczek”, „Weli”), dziennikarz, pisarz, autor książek historycznych.

## Życiorys
Syn Antoniego Bogusławskiego. W 1937 roku ukończył I Państwowe Gimnazjum i Liceum im. Stefana Batorego w Warszawie. Był harcerzem 23 Warszawskiej Drużyny Harcerskiej. W 1939 brał udział w kampanii wrześniowej. Następnie przedostał się na zachód i był oficerem 24 pułku ułanów 1 Dywizji Pancernej gen. Stanisława Maczka.
W nocy z 4 na 5 maja 1944 w czasie Operacji lotniczej „Weller 26" został przerzucony jako instruktor broni pancernej do III Oddziału AK w Lublinie. 
Po wojnie ukończył Szkołę Główną Handlową w Warszawie i pracował (od 1944) w Polskim Radiu i Telewizji w Lublinie i w Warszawie.
Od 1981 we Francji. Rozpoczął współpracę z wychodzącymi we Francji „Kontaktem”, „Kulturą” i „Zeszytami Historycznymi” oraz londyńskim „Dziennikiem Polskim”. Autor książek historycznych dotyczących II wojny światowej.
Mieszkał w Charenton-le-Pont. Zmarł w polskim Domu Spokojnej Starości w Lailly-en-Val (Francja). Pochowany 31 października 2006 na cmentarzu w Montmorency.

## Twórczość
- Pod Gwiazdą Polarną: Polacy w Finlandii 1939-1941 (Typografika, Warszawa-Paryż 1997, ISBN 83-86417-30-7)
- W znak Pogoni: internowanie Polaków na Litwie IX 1939-VII 1940 (Wyd. Adam Marszałek 2004, ISBN 83-88089-07-2)

## Ordery i odznaczenia
- Virtuti Militari[4]